# Mieloperoxidase

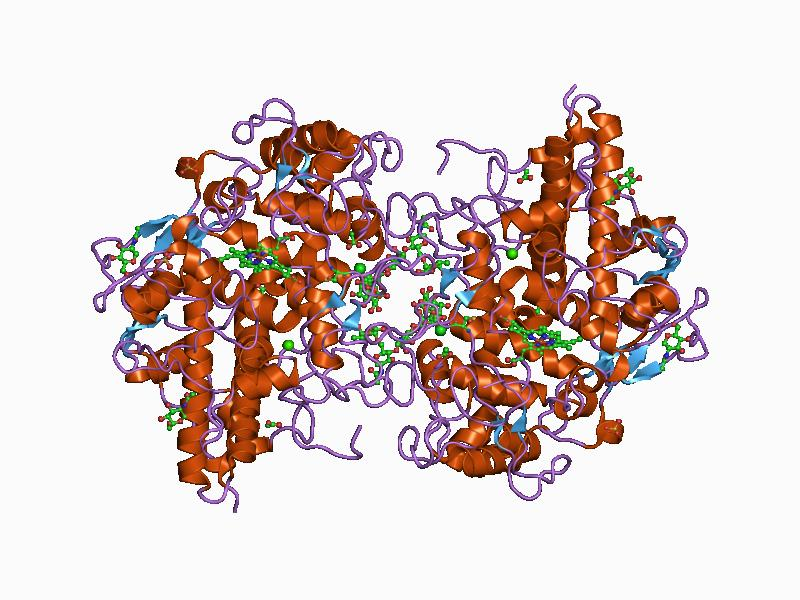

A mieloperoxidase é uma enzima, especificamente uma peroxidase (EC 1.11.1.7).
É mais abundante nos granulócitos neutrófilos, um subtipo de leucócitos do sangue. É uma proteína lisossomal armazenada nos grânulos de neutrófilos. Possui um pigmento heme, que causa a sua cor verde em excreções ricas em neutrófilos, como pus e algumas formas de muco.